# Anton Maiden
Anton Gustafsson (24 de febrero de 1980 – 1 de noviembre de 2003), más conocido por su nombre artístico Anton Maiden fue un cantante sueco amateur divulgado por Internet. Usando su computador y un micrófono para PC cantaba sobre MIDIs canciones de Iron Maiden. Se hizo famoso en comunidades Geek y DIY.
Empezó publicando canciones de la índole mencionada en Internet a un grupo pequeño de amigos. Luego de ser apoyado para que los hiciera públicos, compuso su propio álbum homónimo.
Anton Maiden falleció en noviembre de 2003, aparentemente la causa de muerte fue suicidio.

## Discografía
- Anton Gustafsson Tolkar Iron Maiden (1999)
- Anton Maiden Tracks (2000)